# 13 Flavours of Doom
13 Flavours of Doom è un album in studio del gruppo hardcore punk canadese D.O.A., pubblicato nel 1992.

## Tracce
Testi e musiche di Joe Keithley, eccetto dove indicato.
1. Already Dead – 2:15
2. Death Machine – 2:22
3. Bombs Away (Brian Roy Goble) – 4:04
4. The Living Dead (Goble) – 2:44
5. Played The Fool – 2:15
6. Too Fuckin' Heavy – 2:46
7. Hole In The Sky – 3:59
8. Hey Sister – 3:25
9. Use Your Raincoat – 3:14
10. Legalized Theft (Goble) – 2:19
11. Rosemary's Baby (Goble) – 4:15
12. Beatin' Rock 'N' Roll To Death – 2:37
13. Time Of Illusion (Goble) – 3:28
14. Phantom Zone

## Formazione
- Joe "Joey Shithead" Keithley – chitarra, voce
- Brian Roy Goble – basso, voce
- Ken Jensen – batteria, voce
- John Wright – tastiera, voce